# Frederic Calland Williams
Sir Frederic Calland Williams   CBE FRS (Stockport, 26 de juny de 1911 − Manchester, 11 d'agost de 1977), de sobrenom Freddie Williams, va ser un enginyer anglès co-inventor del tub Williams.

## Biografia
Williams va estudiar a la Universitat Victòria de Manchester, i va rebre un doctorat el 1936 pel seu treball sobre el soroll del circuit i la vàlvula en el Magdalen College d'Oxford.
Va treballar a l'Institut de Recerca de Telecomunicacions, i va contribuir de manera significativa al desenvolupament del radar durant la Segona Guerra Mundial.

## Invents
El 1946, va ser nomenat Cap del Departament d'Enginyeria Elèctrica de la Universitat de Manchester. Allà, juntament amb Tom Kilburn, va inventar el tub Williams, un CRT utilitzat com Memòria d'ordinador. El 1948, amb Kilburn i Geoff Tootill, va desenvolupar el SSEM, el primer ordinador de programa emmagatzemat (gravat en la mateixa memòria que les dades) de 1948. El suport d'aquesta memòria va ser el tub de Williams. Aquesta màquina és la base del Manchester Mark I.